# Dalbyboken
Dalbyboken är en handskriven evangeliebok på pergament från 1000-talet med målade bilder föreställande de fyra evangelisterna.
Boken är från Dalby kyrkas ursprungstid och sannolikt var Dalbyboken en gåva från ärkebiskopen av Bremens ärkestift. En tänkbar mottagare var Egino, även om det inte är säkert fastställt. Andra tänkbara mottagare är biskoparna Ricwald och Ascer. Dalbyboken finns numer i Det Kongelige Bibliotek i Köpenhamn.
Dalbyboken har ett praktband beslaget med silver, förgylld koppar och emaljerade lister med guldornament. Boken har 285 blad och pergamenten är gjorda av kalv- och fårskinn. Bokens skrivare är utbildade i Bremens ärkestift, men det är oklart om boken är framställd i Tyskland eller Dalby. Anteckningar i boken visar att den använts under hela medeltiden i Dalby.

## Galleri

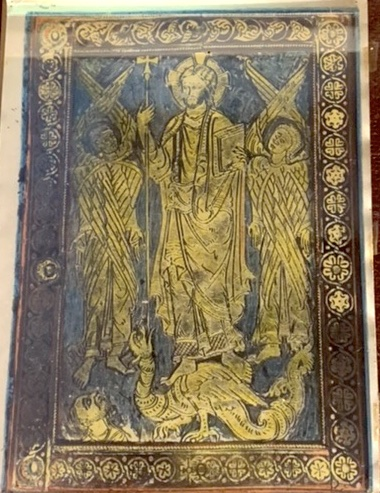
Dalbybokens pärm av graverad silverplatta med förgyllda figurer. 1200-talet.
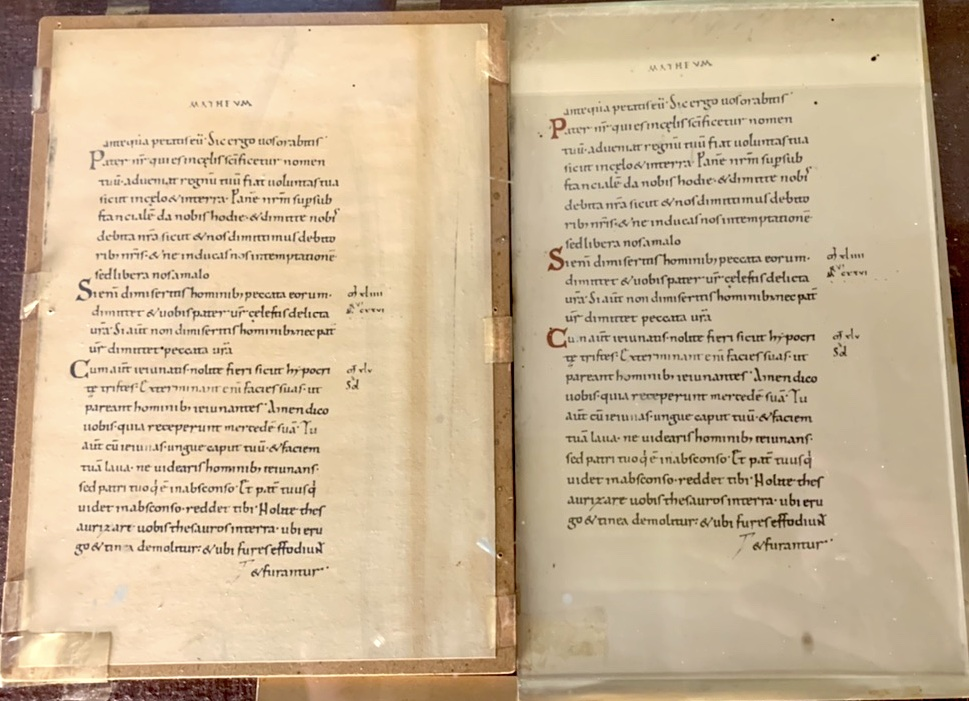
Sidor ur Dalbyboken: Bergspredikan enligt Matteus. 1000-talet